# Laura Quintana Porras
Laura Quintana Porras es una filósofa colombiana, que aborda temas de movimientos sociales  y construcción de paz, afectos y filosofía política, estética y prácticas de memoria en Colombia. Su perspectiva filosófica se basa en el diálogo transdisciplinar entre el cine, la literatura, la antropología, sociología, entre otros, a través de una metodología que denomina por composición

## Trayectoria
Estudió filosofía en la Universidad de los Andes, sus estudios de maestría y doctorado en Filosofía los desarrolló en la Universidad Nacional de Colombia. Es profesora del departamento de filosofía de la Universidad de los Andes.  Hace parte de la red colombiana de mujeres filósofas.
En el 2020 participó en la colección futuro en tránsito desarrollada por la comisión de la verdad y dirigida por Alonso Sánchez-Baute, desarrollando uno de los 3 ensayos sobre la palabra diversidad.
Actualmente desarrolla sus estudios en la filosofía política de los afectos y los cuerpos, razón por la cual en el año 2019 recibió la mención honorífica  fundación Alejandro Ángel Escobar en la categoría de ciencias sociales y humanas por su libro “ Política de los cuerpos: Jacques Ranciére y las torsiones de la emancipación”, convirtiéndose en la primera mujer filósofa en ganar dicha distinción.
En 2024 fue elegida como una de las diez pensadoras latinoamericanas destacadas por el periódico español La Vanguardia, junto a Valeria Campos, Rita Segato, Diana Aurenque y Luciana Cadahia.

## Libros
- Gusto y comunicabilidad en la estética de Kant (2008). Bogotá: Universidad Nacional de Colombia, Universidad de los Andes.
- The Politics of Bodies: Philosophical Emancipations with and beyond Rancière (2020). London and New York: Rowman & Littlefield.
- Política de los cuerpos: emancipaciones desde y más allá de Rancière (2020). Barcelona: Herder.
- Rabia. Afectos, violencia, inmunidad (2021). Barcelona: Herder.
- Esos afectos voraces. Una correspondencia (2022), junto a Catalina Cortés Severino. Editorial Tusquets[7]
- Espacios afectivos (2023). Barcelona: Herder
- El tiempo que queda (2025). Bogotá: Ariel